# 1995-ös Formula–1 magyar nagydíj
A magyar nagydíj volt az 1995-ös Formula–1 világbajnokság tizedik futama.

## Futam
A magyar nagydíjon a Hill a pole-pozícióból indulva hamar 15 másodperces előnyre tett szert. Schumacher első boxkiállásánál az üzemanyagtöltővel komoly probléma akadt és a benzin szétfolyt a garázs előtt, míg Schumacher üzemanyagtartálya üres maradt. Mivel nem keletkezett szikra a takarítás végéig, így nem történt baleset. Schumacher ezután még kétszer állt ki a boxba, majd a benzinpumpa meghibásodása miatt kiesett. Hill győzött Coulthard előtt, így az első két helyen a Williamsek értek célba. Berger végzett a harmadik helyen.
| Helyezés | #  | Versenyző                | Csapat/Motor       | Futott körök | Idő/Kiesés oka      | Rajthely | Pontszám |
| -------- | -- | ------------------------ | ------------------ | ------------ | ------------------- | -------- | -------- |
| 1        | 5  | Damon Hill               | Williams-Renault   | 77           | 1:46:25,721         | 1        | 10       |
| 2        | 6  | David Coulthard          | Williams-Renault   | 77           | +33,398             | 2        | 6        |
| 3        | 28 | Gerhard Berger           | Ferrari            | 76           | +1 kör              | 4        | 4        |
| 4        | 2  | Johnny Herbert           | Benetton-Renault   | 76           | +1 kör              | 9        | 3        |
| 5        | 30 | Heinz-Harald Frentzen    | Sauber-Ford        | 76           | +1 kör              | 11       | 2        |
| 6        | 26 | Olivier Panis            | Ligier-Mugen-Honda | 76           | +1 kör              | 10       | 1        |
| 7        | 14 | Rubens Barrichello       | Jordan-Peugeot     | 76           | +1 kör              | 14       |          |
| 8        | 24 | Luca Badoer              | Minardi-Ford       | 75           | +2 kör              | 12       |          |
| 9        | 23 | Pedro Lamy               | Minardi-Ford       | 74           | +3 kör              | 15       |          |
| 10       | 29 | Jean-Christophe Boullion | Sauber-Ford        | 74           | +3 kör              | 19       |          |
| 11       | 1  | Michael Schumacher       | Benetton-Renault   | 73           | Motorhiba           | 3        |          |
| 12       | 17 | Andrea Montermini        | Pacific-Ilmor      | 73           | +4 kör              | 22       |          |
| 13       | 15 | Eddie Irvine             | Jordan-Peugeot     | 70           | Kuplung             | 7        |          |
| Kiesett  | 25 | Martin Brundle           | Ligier-Mugen-Honda | 67           | Motorhiba           | 8        |          |
| Kiesett  | 4  | Mika Salo                | Tyrrell-Yamaha     | 58           | Gázadagoló          | 16       |          |
| Kiesett  | 7  | Mark Blundell            | McLaren-Mercedes   | 54           | Üzemanyag-szivárgás | 13       |          |
| Kiesett  | 3  | Katajama Ukjó            | Tyrrell-Yamaha     | 46           | Kicsúszás           | 17       |          |
| Kiesett  | 9  | Massimiliano Papis       | Footwork-Hart      | 45           | Fékek               | 20       |          |
| Kiesett  | 27 | Jean Alesi               | Ferrari            | 42           | Motorhiba           | 6        |          |
| Kiesett  | 21 | Pedro Diniz              | Forti-Ford         | 32           | Motorhiba           | 23       |          |
| Kiesett  | 10 | Inoue Taki               | Footwork-Hart      | 13           | Motorhiba           | 18       |          |
| Kiesett  | 22 | Roberto Moreno           | Forti-Ford         | 8            | Váltó               | 24       |          |
| Kiesett  | 16 | Giovanni Lavaggi         | Pacific-Ilmor      | 5            | Kicsúszás           | 24       |          |
| Kiesett  | 8  | Mika Häkkinen            | McLaren-Mercedes   | 3            | Motorhiba           | 5        |          |

## A világbajnokság élmezőnyének állása a verseny után
| H  | Versenyzők         | Pont | H  | Konstruktőrök      | Pont |
| -- | ------------------ | ---- | -- | ------------------ | ---- |
| 1. | Michael Schumacher | 56   | 1. | Benetton-Renault   | 74   |
| 2. | Damon Hill         | 45   | 2. | Williams-Renault   | 68   |
| 3. | Jean Alesi         | 32   | 3. | Ferrari            | 57   |
| 4. | David Coulthard    | 29   | 4. | Jordan-Peugeot     | 13   |
| 5. | Johnny Herbert     | 28   | 5. | Ligier-Mugen-Honda | 12   |

- A Benetton-Renault  és a Williams-Renault csapatok szabálytalan üzemanyag használata miatt nem kapták meg az brazil nagydíjon a nekik járó pontokat.

## Statisztikák
Vezető helyen:
- Damon Hill: 77 (1-77)

Damon Hill 12. győzelme, 10. pole-pozíciója, 11. leggyorsabb köre, 2. mesterhármasa (gy, pp, lk)
- Williams 81. győzelme.